# Чёрная стрела
«Чёрная стрела» (англ. Black Arrow: A Tale of the Two Roses) — повесть Роберта Льюиса Стивенсона, опубликованная в 1888 году. Жанр произведения — исторический приключенческий роман или повесть. Впервые был опубликован в 1883 году в виде серии рассказов «Истории тэнстоллского леса» («A Tale of Tunstall Forest»). К концу лета 1883 года повесть была закончена. Печаталась повесть под псевдонимом капитан Джордж Норс (англ. Captain George North). Русский перевод был сделан в 1889 году.

## Сюжет
Действие происходит в Англии во времена войны Алой и Белой розы (1455—1485).
В повести рассказывается история молодого Ричарда Шелтона (в повести его часто называют «Дик» — уменьшительное от «Ричард»), сына английского рыцаря и воспитанника барона Дэниэла Брэкли.

### Пролог
В Тэнстоллском лесу около уединённой деревушки Тэнстолл стоит замок Мот — родовое гнездо Шелтонов, которым — за малолетством сироты — Ричарда — управляет его опекун: храбрый, расчётливый и безжалостный сэр Дэниэл Брэкли. Сэр Дэниэл постоянно расширяет свои владения, ища случая нажиться на войне. Вот и теперь он выступил в поход, по дороге устрашая жителей своих свежих приобретений. Ему требуются подкрепления. Беннет Хэтч — бейлиф (почти то же, что и шериф) округа и правая рука сэра Дэниэла в мирное и военное время — должен вести к нему оставшихся боеспособных крестьян, а защиту замка поручить живущему в деревне старому лучнику Эппльярду, который был знаком с самой Жанной д’Арк. С самого начала вокруг Дика Шелтона сгущается зловещая атмосфера: сначала — намёки одного из крестьян на моральные качества сэра Дэниэла, потом — зловещие шутки старого Эппльярда, и наконец — смерть старика-лучника на глазах Дика и Хэтча от стрелы чёрного цвета с чёрным оперением, выпущенной со сверхдальнего расстояния неизвестным стрелком.
Теперь организовать защиту замка с минимальным гарнизоном — некому, Хэтч вынужден остаться в замке — и обеспечить охрану ещё одному приспешнику сэра Дэниэла — священнику Оливеру Оатсу. Перед отправлением отряда на церковных дверях, что по тогдашним законам было позволено только высшему дворянству и духовенству, находят послание от некоего «Джона-мщу-за-всех». В грубо рифмованных, при этом весьма выразительных стихах (хотя не очень корректно переведенных с английского в русских изданиях), он обещает послать по чёрной стреле в сердце и иные органы сэру Дэниэлу, Хэтчу и сэру Оливеру, а также смерть всем их сторонникам за смерть и разорение многих, в их числе — Гарри Шелтона.
Смущённый Дик ведёт отряд к сэру Дэниэлу вместо Хэтча.

### Два мальчика
Той же ночью Дик приводит отряд в деревушку Кэттли, где сэр Дэниэл расположился со своими войсками накануне решающей битвы. Сэр Дэниэл развеивает его подозрения относительно убийства его отца, рассказывая о «тёмном деле, в котором подозревали некоего Дэкуорта» и — охлаждая боевой пыл юноши циничным заявлением, что он не бросится в битву, а подождёт — чья возьмёт, а там — присоединится к победителю. Тем временем от сэра Дэниэла сбегает очень важный пленник.
Дик послан с письмом к сэру Оливеру. По дороге он нагоняет беглого пленника, мальчика — Джона Мэтчема, который потерял лошадь в болоте, бескорыстно помогает ему преодолеть препятствия на пути в аббатство Холивуд — не понимая в свои 18 лет, что перед ним — переодетая в мужское платье девушка, предназначенная сэром Дэниэлом ему в жёны. Вместе они становятся свидетелями гибели посланного вдогонку девушке отряда Сэлдэна — разбойники в Тэнстоллском лесу убивают своих врагов чёрными стрелами, а Дик — убивает одного из разбойников кинжалом; попадают тайком в разбойничий лагерь, подслушивают разговор разбойников — предводитель которых, Эллис Дэкуорт прямо обвиняет сэра Дэниэла в убийстве Гарри Шелтона; ссорятся из-за этого, мирятся; проводят ночь в песчаной яме; убегают на рассвете от зловещего слепого прокажённого, который оказывается сэром Дэниэлом — и идут за ним в замок Мот.

### Замок Мот
В замке, несмотря на отчаянное положение, вызванное проигрышем той партии, к которой присоединился сэр Дэниэл, начинают происходить странные вещи. Джон пропадает, Дика переводят жить в комнату над часовней, клятва священника Оатса превращается в обмен тайными ужасными знаками под присмотром «живого» ковра, и снова — чёрная стрела с посланием…
Вечером в комнату Дика пробирается сбежавший Джон — и Дик, наконец, понимает причину насмешек взрослых. Джон — девушка, Джоанна Сэдли. Молодые люди объясняются в любви — и клянутся умереть вместе. Теперь Дик уже не сомневается в предательстве опекуна. Вскоре — тайным ходом — в комнату собирается проникнуть убийца, но его планы нарушены «нападением на замок». Дик и Джоанна бегут тем же тайным ходом, углубляясь в самое подземелье замка, по дороге раскрывая тайну ковра и едва не убив Беннета Хэтча. Хэтч сам открывает молодым людям тайную пружину для открытия выхода, и подсказывает, как бежать из замка.
Однако бежать удаётся одному только Дику. Раненый и измученный — он попадает к Эллису Дэкуорту…

### Милорд Фоксгэм
Прошло полгода. Дик теперь — один из помощников Дэкуорта, оказавшегося не только разбойником, но и полевым командиром партии Йорка.
В городке Шорби-на-Тилле Дик неотступно следит за своим бывшим опекуном в поисках следов Джоанны. Получив сведения, что Джоанну прячут в уединённом доме в дальней части города, Дик отправляется туда на разведку, впервые видит Джоанну в женском платье, что производит на него неизгладимое впечатление и он участвует в схватке с неизвестными на морском берегу. Командиром неизвестных оказывается бывший опекун Джоанны — лорд Фоксгэм. Объединив силы, люди Дика и Фоксгэма крадут в порту подходящее судно — и пытаются похитить Джоанну. Зимний шторм разрушает их планы. Лорд Фоксгэм ранен.

### Переодевание
Под влиянием Лоулесса — одного из разбойников Дэкуорта — Дик принимает решение проникнуть в дом сэра Дэниэла в Шорби, с тем, чтобы похитить Джоанну не силой, а хитростью. Там он знакомится с Алисией Райзингэм — племянницей командующего армией Ланкастера в городе лорда Райзингэма, встречается с любимой, убивает шпиона лорда Шорби, которому сэр Дэниэл теперь предназначил в жёны Джоанну, пытается бежать — и попадает в плен в церкви. Священник Оливер Оатс делает его заложником завтрашней успешной свадьбы Джоанны и лорда Шорби.
Во время свадьбы проникший в церковь со своими сторонниками Дэкуорт убивает лорда Шорби и ранит сэра Дэниэла. Оатс предаёт Дика — Дик вручает себя суду лорда Райзингэма, которому впоследствии передаёт добытое им и разумно сохранённое предательское письмо сэра Дэниэла Йоркам.
Лорд Райзингэм отпускает Дика.

### Горбун

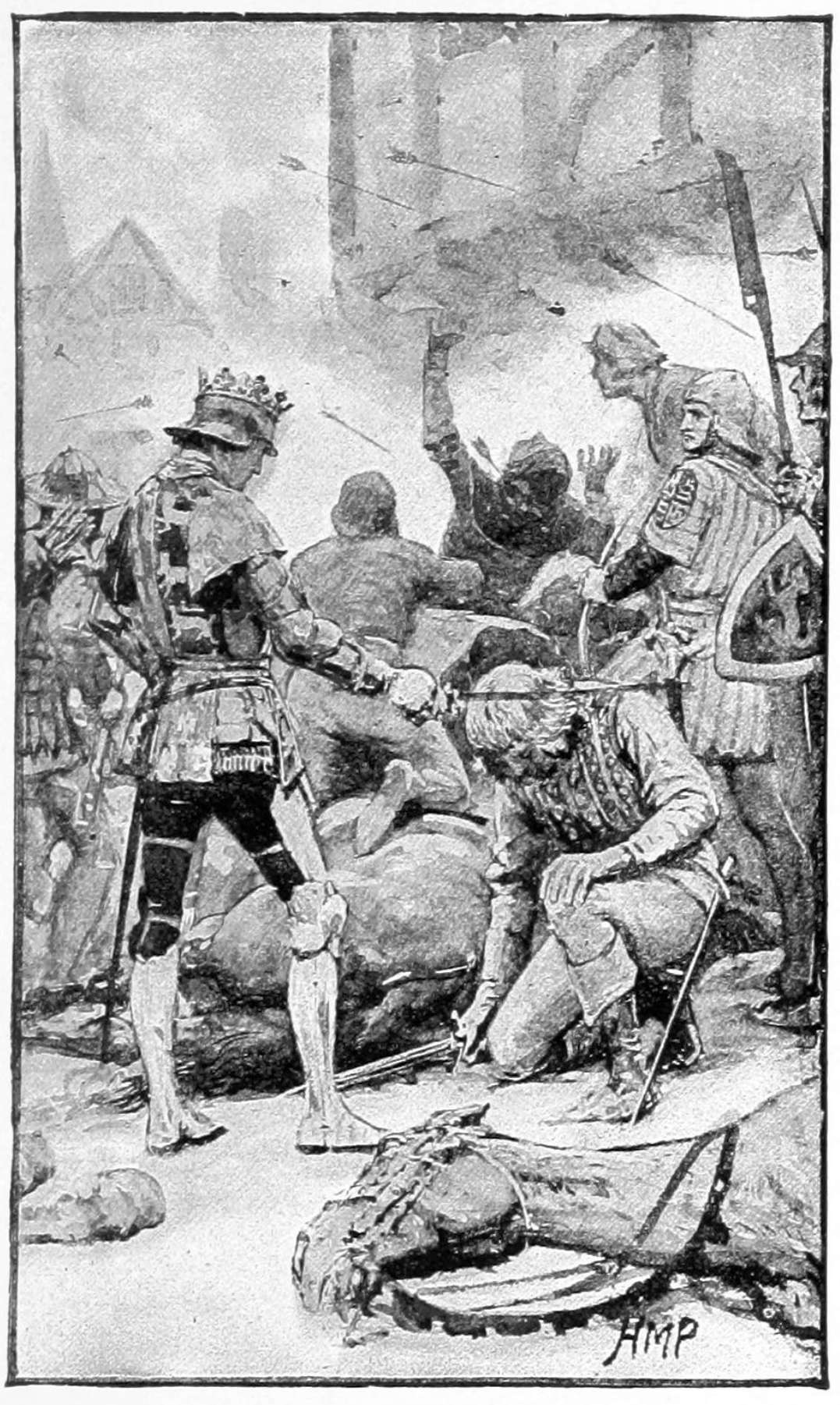
Герцог Глостер посвящает Дика в рыцари.

Дик знакомится с Ричардом Глостером — будущим королём Ричардом III, доблестно участвует в битве при Шорби — за что посвящён в рыцари, но узнаёт, что сэру Дэниэлу удалось ускользнуть со своими пленницами. Дик получает от герцога 50 всадников — и бросается в погоню. По дороге он подбирает Алисию Райзингэм, брошенную приспешниками сэра Дэниэла, которые разделились на две партии. Дик верно рассчитал, в какой из них Джоанна, но — при нападении оказывается, что сам сэр Дэниэл охотился за своими преследователями. Воины Дика рассеяны, однако Джоанне удаётся бежать — и молодые люди втроём отправляются пешком в Холивуд, где их наутро венчают с благословения лорда Фоксгэма и герцога Глостера. Тем же утром Эллис Дэкуорт убивает сэра Дэниэла последней чёрной стрелой, обещая пощадить священника. Братство Чёрной Стрелы распалось.
С тех пор Дик и Джоанна счастливо живут в том лесу, где возникла их любовь — вдали от политики и войны.

## Действующие лица
- Ричард (Дик) Шелтон (англ. Richard (Dick) Shelton)
- Джоанна Сэдли (англ. Joanna Sedley)
- Эллис Дэкуорт (англ. Ellis Duckworth)
- Сэр Дэниэл Брэкли (англ. Sir Daniel Brackley)
- Сэр Оливер Оатс (англ. Sir Oliver Oates)
- Беннет Хэтч (англ. Bennet Hatch)
- Николас Эппльярд (англ. Nicholas Appleyard)
- Ричард Глостер (англ. Richard Crookback)
- Лорд Шорби (англ. Lord Shoreby)
- Алисия Райзингэм (англ. Alicia Risingham)
- Уилл Лоулесс (англ. Will Lawless)
- Шкипер Арблестер (англ. Captain Arblaster)

## Место действия
- Тэнстоллский лес (англ. Tunstall Forest). В предисловии к первому изданию повести Стивенсон рассказывает, что Тэнстоллский лес (Tunstall Forest) действительно существовал в старину в окрестностях деревни Тэнстолл (Tunstall Hamlet) и одноименного церковного прихода (Tunstall Parish), расположенных на юго-востоке графства Суффолк, в районе Suffolk Coastal, в 18 милях от Ипсвича и примерно в 10 милях от побережья Северного моря. Писатель посетил эти места в 1873 году, познакомившись с местными преданиями.

- Река Тилл отождествляется с современной рекой Дебен (Deben), город Шорби-на-Тилле (Shoreby-on-the-Till) — с городом Орфордом (Orford) в Саффолке, замок Райзингем — с замком Фрамлингем, Кэттли — с Кэтлбургом (Kettleburgh), а аббатство Холивуд (Holywood) — с аббатством Лейстон (Leiston).

## Хронология и география
Из информации, приведенной в романе, можно выделить две временные привязки для двух блоков действия, составляющих повествование: май 1460 года и январь 1461 года. Важным временным указателем является битва при Уэйкфилде 30 декабря 1460 года, которую Стивенсон описывает в первой главе третьей книги:: 
С того дня, когда Ричард Шелтон  вырвался из рук своего опекуна, прошло несколько месяцев. Немало событий,  весьма для  Англии  важных, произошло за эти несколько месяцев. Ланкастерская  партия совсем же было погибшая, снова подняла голову. Сторонники  Йоркского дома были  разбиты, их  вождь зарублен насмерть, и к зиме уже казалось, что Ланкастерскому дому удалось восторжествовать над  всеми своими врагами.
Именно поэтому Ричард Горбун (будущий король Ричард III) представлен взрослым человеком, участвовавшим в войне Алой и Белой розы в январе 1461 года, Стивенсон делает сноску: «На момент написания этой истории Ричард не мог получить титул герцога Глостер; но для ясности, с разрешения читателя, он будет так называться». Ричард родился в 1452 г., поэтому на момент написания истории ему было всего 8 лет. В более поздней сноске это снова подчеркивается: «Ричард Горбун был бы на самом деле намного моложе в эту дату [то есть в январе 1461 г.]». Стивенсон следует за Уильямом Шекспиром (пьесы Генрих VI, часть 2, Генрих VI, часть 2 и Ричард III), перенося Ричарда Глостера в более ранний период Войны роз и изображая его как угрюмого горбуна — Стивенсон: «грозный горбун» Эта характеристика тесно связана с Тюдоровским мифом — традицией, которая чрезмерно очерняла Ричарда Глостера и представляла весь XV в. Англии как кровавый, варварский хаос в отличие от эпохи закона и порядка при Тюдорах.

Стивенсону понравилась его характеристика горбуна Ричарда, и он выразил желание снова написать о нём. Стивенсон ссылается как на свой роман «Черная стрела», так и на Ричарда Крукбека фразой "Соболья ракета" (англ. Sable Missile) в письме Сидни Колвину в месяце, когда в журнале Young Folks появилась последняя часть «Черной стрелы» (октябрь 1883 г.):: 
Ваши замечания о «Черной стреле» по существу. Я рад, что вам понравился «Горбун»; он парень, чья адская энергия всегда зажигала мое внимание. Хотелось бы, чтобы Шекспир написал пьесу после того, как он изучил некоторые азы литературы и искусства, а не до этого. Когда-нибудь я снова пощекочу «Соболью ракету» и выстрелю ею, moyennant finances [tr: «за [финансовые] соображения»], еще раз в воздух; я смогу облегчить ее и уделить больше внимания Дику о'Глостеру. Писать tushery — это большое развлечение.
Вымышленная битва при Шорби, являющаяся главным событием пятой книги, смоделирована по образцу первой битвы при Сент-Олбансе. Эта битва в истории, как и в романе, была победой для Йорков. Наличие церкви аббатства в Шорби напоминает церковь аббатства Тьюксбери, в которой ланкастерцы нашли убежище после битвы 4 мая 1471 года.
В «прологе» Стивенсон намекает, что Танстолл из «Черной стрелы» — реальное место На юго-востоке Суффолка, в 18 милях к северо-востоку от Ипсуича, менее чем в 10 милях от Северного моря находится Танстолл с прилегающим лесом. Стивенсон и его семья посетили Суффолк в 1873 г. Сходство топонимов около этого места с топонимами в романе также предполагает, что это тот самый Танстолл: Кэттли, Райзингэм и Фоксгэм скоре всего Кеттлбург, Фрамлингхэм и Фарнхэм, Шорби-на-Тилле и Холивуд - Орфорд и Лейстон. Орфорд находится на Северном море и соединен с Фрамлингхэмом дорогой, идущей на северо-запад («шоссе из Райзингхэма в Шорби»), и Лейстон также находится на Северном море со средневековым аббатством, похожим на Холивуд. Река Тилл, которая в значительной степени фигурирует в первой книге романа, тогда была бы рекой Дебен, протекающей недалеко от Кеттлбурга.
Ричарда Шелтон и его наследство, Танстолл, реально существовали. Он, как ланкастерец и ярый сторонник короля Генриха VI, удерживал замок Харлех против йоркистов с 1465 по 1468 гг.в течение первой части правления Эдуарда IV. Напротив, Ричард Шелтон, который становится рыцарем Танстолла в конце «Черной стрелы», является убежденным йоркистом.
Два других анахронизма в романе — упоминание «Симнела» и «Уолсингемов» как предполагаемых организаторах братства «Черная стрела». Ламберт Симнел возглавил восстания во время правления Генриха VII (1485—1509), а «Уолсингемы», как Стивенсон переименовал Вудвиллов, могли сыграть свою роль только после мая 1464 года, когда Эдуард IV женился на Элизабет Вудвилл.

## Экранизации
В 1985 году в СССР вышел фильм по мотивам романа.